# Strachow (obwód rostowski)
Strachow (ros. Страхов) – chutor w Rosji, w obwodzie rostowskim, w rejonie siemikarakorskim. W 2021 liczył 554 mieszkańców.